# Serviço de Inteligência e Segurança de Estado
Le Serviço de Inteligência e Segurança de Estado (SINSE) est le service de renseignement intérieur de l'Angola.
Il fait partie de la police nationale et est subordonné au ministère de l'intérieur.̈

## Directeurs
- Eduardo Filomeno Barber Leiro Octávio (2013-2018)[3]
- Fernando Garcia Miala (2018-)